# 해룡산 (동두천/포천)
해룡산(海龍山)은 대한민국 경기도 동두천시의 불현동과 포천시 선단동의 경계에 위치한 661m의 산이다.